# Chłopcy z Placu Broni (film 1969)
Chłopcy z Placu Broni (węg. A Pál-utcai fiúk, ang. The Boys from Paul Street) – węgiersko-amerykański film z 1969 roku w reż. Zoltána Fábri. Ekranizacja powieści Ferenca Molnára pod tym samym tytułem. Film był nominowany do Oscara w 1969 roku w kategorii najlepszego filmu nieanglojęzycznego.

## Fabuła
Budapeszt roku 1902. Dwie rywalizujące ze sobą grupy chłopców starają się przejąć kontrolę nad miejscem zabaw – tytułowym Placem Broni. Na ich tle wyróżnia się najmłodszy i najsłabszy z nich – Nemeczek, który jest najodważniejszym, gotowym do poświęceń, honorowym chłopcem. Gdy w końcu dochodzi o regularnej bitwy pomiędzy obydwoma ugrupowaniami o plac, Nemeczek pomimo gorączki ucieka z domu i przyłącza się do broniących placu kolegów. Dzięki jego postawie szala zwycięstwa przechyla się na stronę obrońców, a napastnicy zostają odparci. Mały Nemeczek zyskuje uznanie nawet u przeciwników, jednak płaci za to najwyższą cenę – umiera na skutek zapalenia płuc.

## Obsada
- Anthony Kemp – Erno Nemeczek
- Róbert Ősz – Erno Nemeczek (głos)
- William Burleigh – Janosz Boka
- Zoltán Seregi – Janosz Boka (głos)
- Julien Holdaway – Feri Acz
- Nyika Jancsó –
  - Feri Acz (głos),
  - Pastor młodszy
- Robert Efford – Czonakosz
- Tamás Verdes – Czonakosz (głos)
- Mark Colleano – Czele
- István Szőnyi – Czele (głos)
- Gary O’Brien – Weiss
- Győző Varga – Weiss (głos)
- John Moulder-Brown – Dezső Gereb
- László Sztanó – Dezső Gereb (głos)
- László Kozák – Jano
- Martin Beaumont – Kolnay
- Paul Bartleft – Barabasz
- Péter Fábry – Barabasz (głos)
- Earl Younger – Lesik
- László Papp – Lesik (głos)
- György Vizi – Rychter
- Péter Delmár – pastor starszy
- Gábor Harsányi – pastor starszy (głos)
- Attila Némethy – Wendauer
- Imre Ebergényi – Sebenicz
- András Avar – Szabo
- Árpád Téri – lekarz
- Mari Törőcsik – matka Nemeczka
- László Paál – ojciec Nemeczka
- Sándor Pécsi – profesor Rácz

Źródło:

## Premiera
Chłopcy z placu broni miał węgierską premierę 3 kwietnia 1969 roku, zaś amerykańską 23 czerwca 1969 roku.
Polska premiera z dubbingiem odbyła się w marcu 1970 i film dystrybuowano z animowanym Czerwonym kuferkiem z 1968 roku produkcji Studia Miniatur Filmowych.